# Phalakasana
Phalakasana (Sanskriet voor plankhouding) is een houding of asana.
| Sanskriet | vertaling                   |
| phalaka   | plank                       |
| asana     | houding (letterlijk: 'zit') |

## Omschrijving
De Plank is een houding die vaak vanuit de Omlaagkijkende Hond, Omhoogkijkende Hond of de Cobra begint. In de houding staan de tenen en de handen op de grond en staan de benen en de rug in een rechte lijn met elkaar als een plank. De plank is een houding die vaak in yogaseries wordt gebruikt, als tussenpose van de ene asana naar de andere.